# 西郷村 (鳥取県八頭郡)
西郷村（さいごうそん）は、鳥取県八頭郡にあった自治体である。

## 概要
現在の鳥取市河原町中井・河原町本鹿（ほんが）・河原町牛戸・河原町神馬・河原町小河内（おごうち）・河原町湯谷・河原町小畑・河原町弓河内（ゆみごうち）・河原町北村に相当する。千代川中流域の西方に位置した。
元々は五総村と明治村が組合役場を設置していたが、これを発展的解消して西郷村となった。
村名は西にある郷の意で、八頭郡西端に位置することによるとされる。

## 沿革
- 1915年（大正4年）4月1日 - 五総村と明治村が合併して西郷村が発足[3]。合併各村の計9大字を編成。役場位置を大字中井字前田273番ノ3と定める[4]。
- 1927年（昭和2年）11月3日 - 役場位置を大字中井338番地に変更[5]。
- 1955年（昭和30年）3月28日 - 国英村、河原町（初代）、八上村、散岐村と合併し、改めて河原町（2代）が発足。同日西郷村廃止[6]。

## 行政

### 歴代村長
| 氏名       | 就任年月日              | 退任年月日                | 備考                                    |
| ---------- | ----------------------- | ------------------------- | --------------------------------------- |
| 坂本頼蔵   | 1915年（大正4年）4月1日 | 1915年（大正4年）7月      | 前・五総村明治村組合村長 村長臨時代理者 |
| 坂本頼蔵   | 1915年（大正4年）7月    | 1943年（昭和18年）9月     |                                         |
| 上原延愛   | 1943年（昭和18年）9月   | 1946年（昭和21年）11月    |                                         |
| 下田清房   | 1947年（昭和22年）4月   | 1948年（昭和23年）8月     |                                         |
| 露木博三   | 1948年（昭和23年）10月  | 1952年（昭和27年）10月    |                                         |
| 有田輝男   | 1952年（昭和27年）10月  | 1955年（昭和30年）3月27日 |                                         |
| 参考文献 - |                         |                           |                                         |

坂本頼蔵の村長就任期間は1905年（明治38年）2月から約38年と長年にわたり、また1938年（昭和13年）には県町村長会長に挙げられた。その功績をたたえて旧役場隣接地に頌徳碑が建てられた。

## 教育
- 西郷村立西郷小学校（現・鳥取市立西郷小学校）
- 組合立八上中学校：八上村・散岐村・西郷村の組合立として八上村大字曳田に創設。1962年に統合により河原町立河原中学校となり、現在は鳥取市立河原中学校[1]。